# Tiambutosina
La tiambutosina o CIBA 1906 o ancora Summit 1906 è un antileprotico (chemioterapico utilizzabile nella terapia della lebbra), ad azione batteriostatica.

## Farmacodinamica
Il farmaco, diversamente dal dapsone, ha un'emivita molto breve e le concentrazioni massime non superano le concentrazioni minime inibenti (MIC) relative al Mycobacterium leprae. 
Poiché il farmaco è batteriostatico, le concentrazioni seriche necessarie per inibire la moltiplicazione del M. leprae dovrebbero essere mantenute a livelli superiori alle MIC.

## Farmacocinetica
A seguito di somministrazione per via orale la tiambutosina viene scarsamente assorbita dal tratto gastrointestinale. 
Solo il 10% di una dose viene metabolizzato a composti idrosolubili, rapidamente eliminati con le urine. L'eliminazione del 75% circa del composto avviene invece con le feci in forma immodificata. 
Dopo somministrazione per via intramuscolare le sospensioni acquose del farmaco vengono assorbite lentamente e in modo incompleto: è stato osservato che l'assorbimento può essere significativamente migliorato ricorrendo ad una sospensione oleosa al 20% in olio di arachidi.

## Usi clinici
Tiambutosina trova indicazione, in associazione ad altri composti, nel trattamento della lebbra.
È pressoché sempre indicato associare il composto ad altri farmaci al fine di minimizzare il verificarsi di resistenze, che comunque tendono a manifestarsi in particolare nel corso di trattamenti prolungati nel tempo.

## Dosi terapeutiche
Il farmaco è stato somministrato per via orale alla dose iniziale di 1 g/die. Tale dose può essere incrementata gradualmente fino a raggiungere i 2 g/die.
Quando si opta per la somministrazione intramuscolare si inizia con una dose pari a 200 mg alla settimana, incrementabili gradualmente fino a 1 g.

## Effetti collaterali e indesiderati
Nel corso del trattamento con tiambutosina possono maninfestarsi effetti di tipo cutaneo (rash cutaneo, orticaria) e di tipo nervoso, particolarmente neuropatie periferiche.

## Controindicazioni
Il composto è controindicato nei pazienti con ipersensibilità individuale nota al principio attivo e nei soggetti affetti da gravi disturbi epatici o renali.